# Pessac
Pessac (gaskonsko Peçac) je jugozahodno predmestje Bordeauxa in občina v jugozahodnem francoskem departmaju Gironde regije Nove Akvitanije. Leta 2009 je naselje imelo 57.593 prebivalcev.
V Pessacu se nahajata univerzi Université Montesquieu Bordeaux IV in Université Michel de Montaigne Bordeaux III.

## Geografija
Pessac leži v pokrajini Gaskonji 6 km jugozahodno od središča Bordeauxa in je za sosednjim Mérignacom njegovo drugo največje predmestje. Občina se nahaja znotraj vinogradniškega področja Pessac-Léognan, v katerem je tudi Premier Cru vinograd Château Haut-Brion.

## Uprava
Pessac je sedež dveh kantonov:
- Kanton Pessac-1 (del občine Pessac: 29.651 prebivalcev),
- Kanton Pessac-2 (del občine Pessac: 27.536 prebivalcev)).

Oba kantona sta sestavna dela okrožja Bordeaux.

## Zanimivosti
- Zgradba oranžerije (L’Orangerie), del Doréjevega poslopja iz 18. stoletja, je uvrščena na seznam francoskih zgodovinskih spomenikov.
- mlin Le Moulin de Noës je poslednji ostanek eksperimentalne kmetije iz leta 1761, restavriran v letu 1993,
- Mestna hiša L’Hôtel de Ville na Trgu pete republike združuje staro kamnito fasado iz leta 1868 s sodobnim steklenim poslopjem iz leta 1988.
- romanska cerkev sv. Martina, verjetno iz 11. stoletja, zgrajena na osnovi galsko-rimske predhodnice.

## Pobratena mesta
- Burgos (Kastilija in Leon, Španija),
- Galaţi (Moldavija, Romunija),
- Göppingen (Baden-Württemberg, Nemčija).